# Виоланте Бентивольо (Римини)
Вижте пояснителната страница за други личности с името Виоланте Бентивольо.
Виоланте Бентивольо (* ноември 1475, Болоня; † ок. 1528) е последната господарка на Римини.

## Произход
Тя е дъщеря на Джовани II Бентивольо (* 1443, † 1508), владетел де факто на Болоня, и на съпругата му Джиневра Сфорца (* 1440, † 1507). Има петнадесет братя и сестри, сред които:
- Франческа (* 1468, † 1504), господарка на Фаенца като съпруга на Галеото Манфреди и съпруга на Гуидо II Торели, бившо религиозно лице, кондотиер
- Анибале II (* 1469, † 1540), господар на Болоня (1511 – 1512), кондотиер, съпруг на Лукреция д'Есте
- Антонгалеацо (* 1472, † 1525), прелат
- Алесандро (* 1474, † 1532), граф на Кампания, съпруг на Иполита Сфорца
- Ермес (* 1475, † 1513), кондотиер, пфалцграф (1498), съпруг на Якопа Орсини
- Камила (* 1480, † 1529), графиня на Родиго, господарка на Боцоло и на Сан Мартино дал'Арджине като съпруга на Пиро Гонзага
- Изота, монахиня в манастира „Корпус Домини“ в Болоня
- Елеонора (* XV век, † 1540), съпруга на Джиберто III Пио ди Савоя, съгосподар на Капри, капитан на народа на Болоня
- Лаура († 1523), господарка на Весковато като съпруга на Джовани Гонзага, с него поставя началото на клона Гонзага ди Весковато
- Бианка († 1519), господарка на Спиламберто и Кординяно като съпруга на Николо Мария Рангони, кондотиер.

Има и един полубрат и една полусестра от първия брак на майка си.

## Биография
Тя е кръстена на 30 ноември 1475 г.
Омъжва се в Римини на 5 февруари 1485 г. за Пандолфо IV Малатеста, известен като Пандолфачо, владетел на Римини, изгонен четири пъти от града и окончателно преместен през 1528 г. от папа Климент VII. Следователно Виоланте е последната господарка на Римини. Присъединява се към съпруга си едва през 1489 г.
Семейство Малатеста намира убежище във Ферара, където живее в бедност, молейки за финансова помощ херцог Алфонсо I д’Есте. Виоланте вероятно умира малко след това, предвид липсата на новини за нея след експулсирането ѝ Съпругът ѝ се жени повторно за Иполита Тебалди.

## Брак и потомство
∞ 5 февруари 1485 в Римини за Пандолфо IV Малатеста, известен като Пандолфачо (* юли 1475, Римини; † юни 1534, Рим), кондотиер, господар на Римини и на други градове (1482 – 1500, 1503 и 1522 – 1523), от когото има пет сина и две дъщери:
- Сиджизмондо I Малатеста (* 24 ноември 1498, † 27 декември 1543, Реджо Емилия), кондотиер;
- Роберто Малатеста († 1546, Питиляно);
- Изабела Малатеста;
- Анибале Малатеста († млад);
- Джиневра Малатеста († сл. 1567), ∞ 1533 за Лодовико дели Обици († 1537/1540); Лудовико Ариосто и Торкуато Тасо ѝ посвещават стихове;
- Малатеста Малатеста († сл. 23 май 1549), кондотиер на служба на Венецианската република, губернатор на Пескиера и Тревизо;
- Галеото Малатеста († 1543 убит), кондотиер на служба на Венецианската република.

## В изкуството
Виоланте е изобразена със семейството си на олтарното платно от 1488 г. на Лоренцо Коста, изложено в църквата „Сан Джакомо Маджоре“ в Болоня. На олтарното платно от 1494 г. на Доменико Гирландайо тя е изобразена със семейството на съпруга си.
- Лоренцо Коста, Олтарна картина „Бентивольо“, 1488
- Доменико Гирландайо, Олтарна картина на Сан Винченцо Ферер (ок. 1493-96 г.)